# Stenopogon xanthotrichus
Stenopogon xanthotrichus är en tvåvingeart som först beskrevs av Gaspard Auguste Brullé 1833.  Stenopogon xanthotrichus ingår i släktet Stenopogon och familjen rovflugor. Inga underarter finns listade i Catalogue of Life.